# Warmth (ReOrchestrated)
Warmth (Live From Elbphilharmonie, Hamburg) is een single van de Britse band Bastille. Het nummer verscheen in januari 2021 als enige single van de EP Roots of ReOrchestrated. Het nummer is een liveversie van het nummer Warmth van hun album Wild World. Het gaat hier echter om een georkestreerde versie, die ze speelden tijdens hun speciale ReOrchestrated Tour. De opname werd gemaakt in de Elbphilharmonie in Hamburg op 4 januari 2020. Het nummer werd uitgegeven als een Amazon Original, maar verscheen ook op YouTube.

## Muziekvideo
Een muziekvideo werd gelijktijdig uitgebracht op 15 januari 2021. Deze duurt vier minuten en zeven seconden, en bevat beelden van (de voorbereidingen van) het concert.